# Dürre in Nordamerika seit 2020

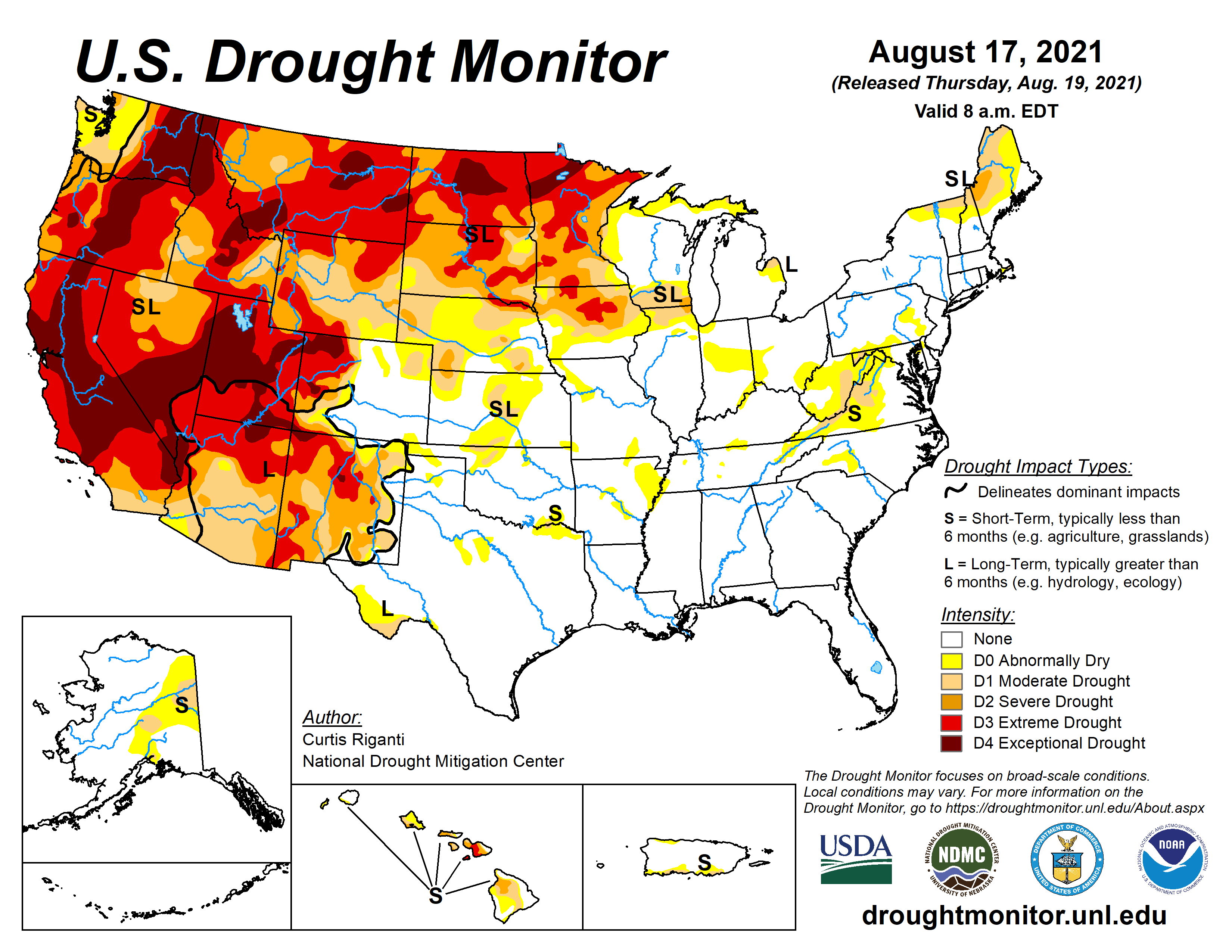
Dürremonitor 17. August 2021

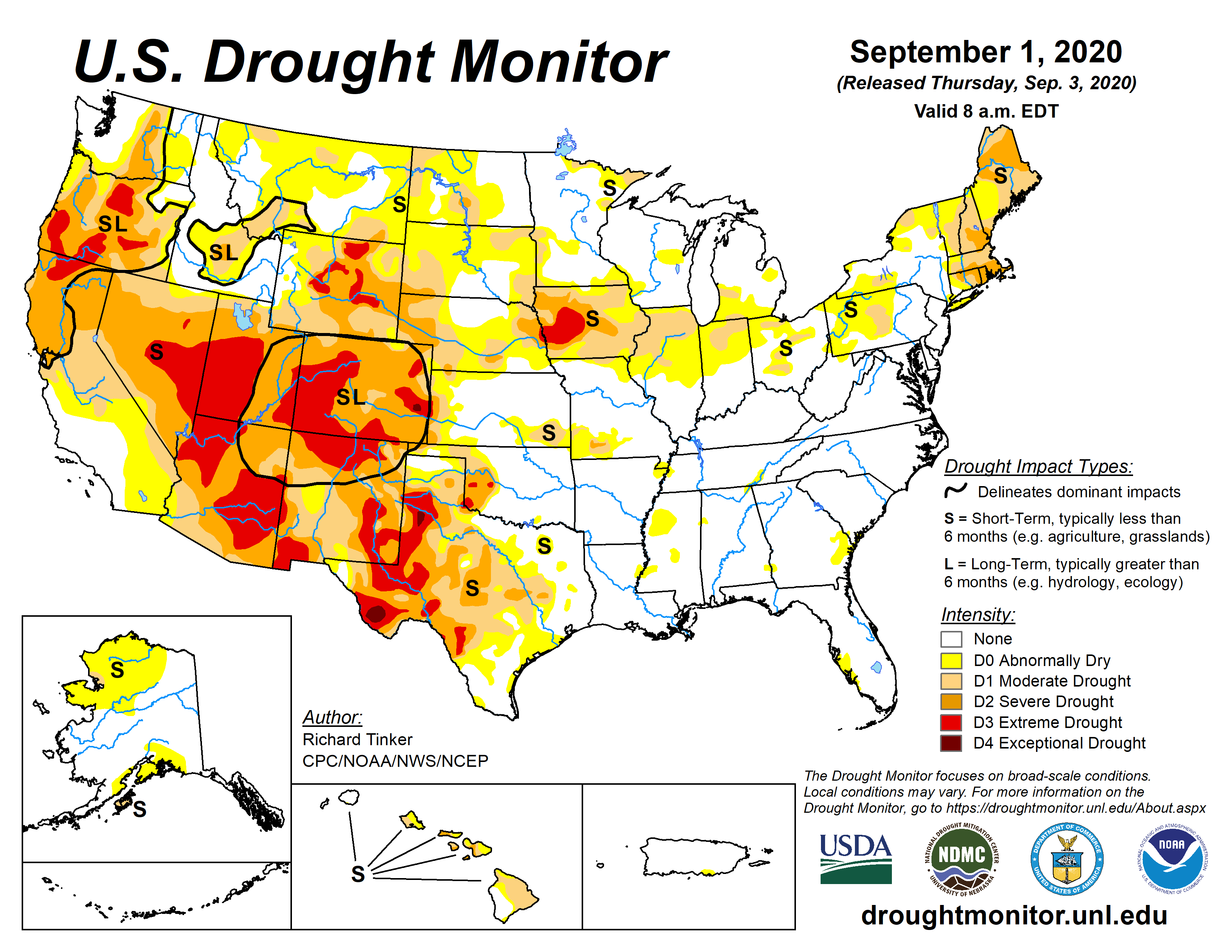
Dürremonitor 1. Sep 2020

Im Sommer 2020 entwickelte sich im Westen, Mittleren Westen und Nordosten der USA eine schwere Dürre. Ähnliche Bedingungen begannen im August 2020 in anderen Staaten, darunter Iowa, Nebraska und bestimmte Teile von Wisconsin und Minnesota. Zur gleichen Zeit herrschte in mehr als 90 % von Utah, Colorado, Nevada und New Mexico eine gewisse Trockenheit, auch in Wyoming, Oregon und Arizona herrschte Trockenheit. Bereits seit 1999 zeichnet sich in Nordamerika eine Dürreperiode ab, die teils natürlichen Ursprungs ist, teils auf den Klimawandel zurückzuführen ist. Beim genauen Zusammenspiel dieser Ursachen gibt es in den Modellen teils noch beträchtliche Unsicherheiten. Die natürlichen Ursachen liegen jedoch in der Pazifikregion, der Klimawandel wirkt sich direkt auf die Schneeschmelze im Frühjahr und dem daraus resultierenden Wassermangel mit stärkerer Verdunstung im Sommer aus.

## Verlauf

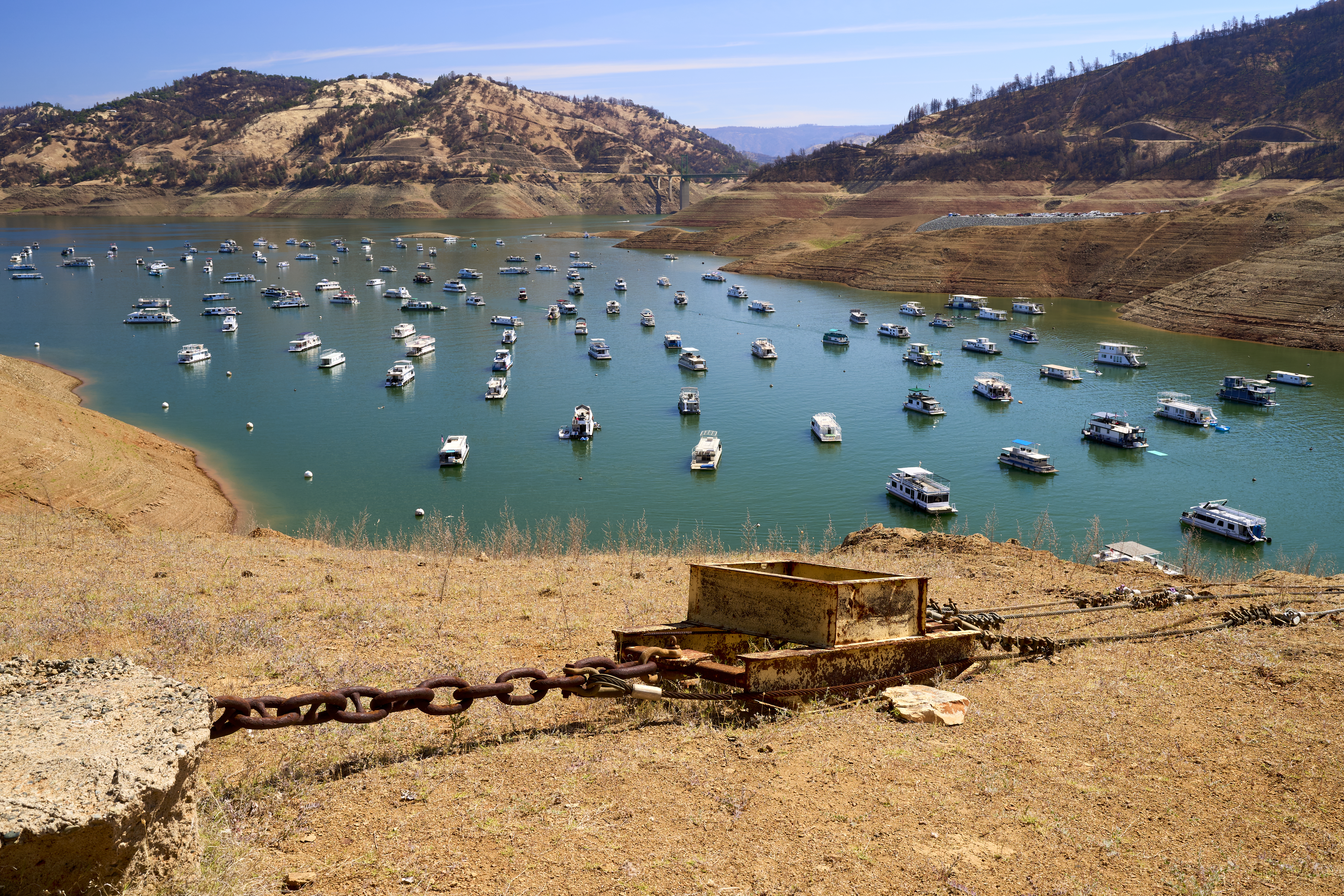
Boote auf Lake Oroville in Nordkalifornien zu Beginn des Dürresommers 2021. Im Mai 2021 hatte der Wasserstand des Stausees 38 % seiner Kapazität erreicht

Nachdem große Teile des Westens im Jahr 2020 neue Minusrekorde hinsichtlich Regen aufstellten und in der Region zugleich einen sehr heißen Sommer herrschte, wodurch sich die Dürre stark intensivierte und es bereits zu Waldbränden in Kalifornien kam, erlebten Kalifornien und der Südwesten der USA 2021 einen überdurchschnittlich trockenen Winter, dem ein sehr früh beginnender warmer Frühling folgte. Durch die Globale Erwärmung fällt im Winter zugleich verstärkt mehr Regen statt Schnee, wodurch die Schneedecke abnimmt. Gleichzeitig lassen heißere Tage im Frühjahr Gletscher schneller schmelzen. Auch kommt es durch höhere Temperaturen zu stärkerer Austrocknung von Böden und Vegetation sowie höheren Verdunstungsraten aus Wasserreservoirs. Aufgrund solcher ungünstiger Bedingungen wurden viele Reservoirs in Kalifornien und andere Teilen des Südwestens während der Hitzewelle 2021 kaum aufgefüllt. Von den fallenden Wasserspiegeln waren auch Reservoirs betroffen, die wichtig sind für die Waldbrandbekämpfung. Gleichzeitig lagen aufgrund der Dürre gute Bedingungen für Waldbrände in Kalifornien und Arizona vor, unter anderem sehr viel äußerst trockener Brennstoff, der Feuer schneller und heißer brennen lässt.
Im Laufe des Jahres 2021 verbesserten sich die Bedingungen im Nordosten, verschlechterten sich aber im Westen der USA. Ab Juni 2021 war "fast die gesamte Region (97 Prozent) mit abnormal trockenen Bedingungen konfrontiert" 81 % des amerikanischen Westens litten Anfang Juli unter einer schweren bis außergewöhnlichen Dürre; das erste Mal überhaupt, dass dieser Wert über 80 % lag. 55 % der Fläche erlebte zum Zeitpunkt der Hitzewelle sogar eine extreme oder außergewöhnliche Dürre. Bis zum 20. Juli waren sogar ca. 66 % des amerikanischen Westens von einer extremen oder außergewöhnlichen Dürre betroffen. Mit Stand Juli 2021 standen 50 der 58 Counties in Kalifornien, das bereits 2011–2017 unter Dürre litt, unter Dürre-Notstand. Gouverneur Gavin Newsom rief die Bürger im Juli 2021 dazu auf, Wasser einzusparen. Mitte September 2021 waren 100 % von Kalifornien von Dürre betroffen; in 46 % des Staates herrschte die höchste Dürrestufe (außergewöhnliche Dürre), in 42 % des Landes die zweithöchste (extreme Dürre), die übrigen 12 % verteilen sich auf mittlere und schwere Dürre. Nachdem das kalifornische Wasserjahr 2020 (das bis zum 30. September dauert) bereits das fünfttrockenste seit Beginn der Aufzeichnungen gewesen war, war 2021 das zweittrockenste. Ende Oktober 2021 kam es in Teilen Kaliforniens zu Starkniederschlägen, die mancherorts Schlammlawinen und Überflutungen auslösten.
Ursachen für die Dürre sind sowohl ein Mangel an Niederschlag als auch das Sättigungsdefizit der Atmosphäre, das Boden und Vegetation Feuchtigkeit entzieht und auf diese Weise die Landschaft ausdörrt. Das Sättigungsdefizit im Westen der USA steigt seit ca. 1970 an, im Jahr 2021 wurde der höchste Wert seit 40 Jahren gemessen. So wurde die Dürre z. B. durch die Hitzewelle in Nordamerika 2021 zusätzlich verschärft, da diese mit den hohen Temperaturen den Boden zusätzlich austrocknete. Zudem führte das Hochdruckgebiet, das die Hitzewelle auslöste, dazu, dass potentiell Niederschlag bringende Regenwolken abgelenkt wurden. Auch im Juli 2021 waren viele Bundesstaaten von großer Hitze gepaart mit Trockenheit betroffen. In Kalifornien, Nevada, Washington und Oregon war der Juli 2021 der heißeste Monat seit Beginn der Aufzeichnungen Ende des 19. Jahrhunderts, in fünf weiteren US-Bundesstaaten wurden die bestehenden Rekorde annähernd eingestellt. Die Dürre betraf ab 2021 auch weite Teile Mexikos sowie die Prärien Kanadas.
Die Dürre zog schwere Folgen nach sich: neben schwindenden Wasservorräten, Missernten und verdorrtem Weideland kam es unter anderem zu einer Vielzahl an Waldbränden wie dem Bootleg Fire oder Dixie Fire, da für solche Feuer sehr viel sehr trockener Brennstoff zur Verfügung stand, der Feuer besonders heiß brennen lässt.
Die Dürrebedingungen von 2020 wurden von einem sehr starken La-Niña-Muster verstärkt, das sich im Pazifischen Ozean entwickelt hatte.
Nach einem überdurchschnittlich regenreichen Dezember 2021 waren die Monate Januar, Februar und März 2022 jeweils die trockensten seit Beginn der Aufzeichnungen. Ende März 2022 herrschte in mehr als 93 % von Kalifornien mindestens eine schwere Dürre, was in Kombination mit weiteren Faktoren wie unterdurchschnittlicher Schneemenge, durch langjährigen Wassermangel geschwächte Bäume sowie bereits wieder verdorrender Wintervegetation erneut auf eine schwere Waldbrandsaison hindeutet. Klimatisch bedingt konzentrieren sich Niederschläge in Kalifornien auf die Wintermonate, während im Sommer normalerweise nahezu kein Regen fällt.